# 훌루
훌루 유한회사(영어: Hulu, LLC)는 미국의 OTT 서비스 서비스를 제공하는 엔터테인먼트 기업이며, 디즈니의 자회사이다. 주로 텔레비전 각종 콘텐츠 시리즈의 스트리밍을 지원하여 소유자의 각 텔레비전 네트워크 및 기타 컨텐츠 파트너로부터 여러 시리즈의 현재 및 과거 에피소드를 전달하는 역할을 한다. 훌루는 설립 초기에는 월트 디즈니 컴퍼니, 워너미디어, 컴캐스트, 뉴스 코퍼레이션(이후 21세기 폭스로 승계)의 합작으로 설립하였는데, 현재 이 기업들이 각종 인수와 합병이 일어나면서 주로 3사로 이루어졌다가 AT&T가 훌루의 보유지분들을 모두 월트 디즈니 컴퍼니에 팔게되면서 훌루는 디즈니의 자회사가 됐다.
훌루의 경쟁사는 넷플릭스와 아마존 프라임 비디오이다. 현재 훌루는 미국과 일본에서만 서비스를 하며, 구독자 수는 2019년 1분기 기준으로 2850만명이다.